# Hurra for de blå husarer
Hurra for de blå husarer er en dansk film fra 1970 med manuskript og instruktion af Annelise Reenberg.

## Medvirkende
- Emil Hass Christensen
- Lone Hertz
- Niels Hinrichsen
- Peter Bonke
- Ghita Nørby
- Dirch Passer
- Jørgen Kiil
- Bjørn Puggaard-Müller
- Susse Wold
- Henny Lindorff
- Ole Søltoft
- Søren Strømberg
- Lili Heglund
- Karl Gustav Ahlefeldt
- Signi Grenness
- Lilli Holmer
- Paul Hagen
- Hugo Herrestrup
- Bendt Reiner
- Ulla Jessen